# Nagytarna
Nagytarna (románul Tarna Mare) falu Romániában, Szatmár megyében.

## Fekvése
Szatmár megyében, a nyalábi hegyek völgyében, Turctól északra, Avaspatak északkeleti szomszédjában fekvő település.

## Nevének eredete
Nevét a településen átfolyó hasonló nevű patakról vette.

## Története
A település a nyalábi hegyek alatti völgyben fekszik, a települést a Tarna patak szeli ketté. A település  mellett, a patak gyönyörű, erdőkkel övezett völgyében már az 1800-as években megvolt a szénsavas, vasas vizéről ismert Tarnai fürdő, amely csodálatos természeti környezetben fekszik. A fürdőhelyet körülvevő hegyek magaslatairól csodálatos kilátás nyílik egyik oldalon a Máramarosi-havasokra, másikon pedig a Tisza völgyére.
Nagytarnának 1940-ben 2409 lakosa volt, ebből 314 római katolikus, 151 görögkatolikus, 100 görögkeleti, 130 református, 5 evangélikus, 1 unitárius, 348 izraelita.
A település a trianoni békeszerződés előtt Ugocsa vármegye Tiszántúli járásához tartozott.

## Nevezetességek
- Római katolikus temploma - 1904-ben Jézus szíve tiszteletére szentelték. Anyakönyvet 1790-től vezetnek.
- Görögkatolikus fatemplomát - Szent Paraszkiva tiszteletére szentelték. Anyakönyvet 1811-től vezetnek.
- Görögkeleti temploma